# 埋没連絡
埋没連絡（まいぼつれんらく）とは、朝鮮民主主義人民共和国の諜報・情報機関の工作員が日本や韓国に密入国した際に用いる連絡手段のひとつ。

## 概要
北朝鮮本国から潜入した工作員は「ある特定の場所」に連絡文書や工作資金・資材を埋めておく。そして後日、日本国内で活動中の工作員に知らせて、これらを発掘させるという手法である。
埋没場所として使われるのは神社・寺院・墓地・森林など余り人目に付きにくいところである。
本来ならば、工作員同士が直接対面して連絡を取り合うのが一番手っ取り早い方法であるが、その場を公安警察に踏み込まれ一網打尽にされる危険性が常に付きまとう。そこで直接対面を避けるために間接的な連絡方法を編み出すことになったのである。